# Woyzeck (film 1994)
Woyzeck  è un film del 1994 diretto da János Szász.